# Lennart Bergquist
Anders Lennart Bergquist, född 22 mars 1915 i Göteborgs Vasa församling i Göteborgs och Bohus län, död 14 november 2003 i Skallsjö församling i Västra Götalands län, var en svensk arkitekt.

## Biografi
Bergquist, som var son till generalmajor Anders Bergquist och Astri Trägårdh, avlade studentexamen i Skara 1935 och utexaminerades från Kungliga Tekniska högskolan 1942. Han blev arkitekt på stadsplanekontoret i Göteborg 1948 och var biträdande länsarkitekt i Göteborgs och Bohus län från 1962. Han var även lärare i stadsbyggnad vid Chalmers tekniska högskola. Han utförde stadsplaneutredningar i centrumfrågor och tilldelades priser i stadsplanetävlingar. Han skrev Parkeringshus. Bergquist är begravd på Örgryte gamla kyrkogård.